# Städtische Sportanlage am Reuthinger Weg
Die Städtische Sportanlage am Reuthinger Weg (kurz: Reuthinger Weg) ist ein Fußballstadion im Passauer Stadtteil Heining. Die Eigentümerin ist die Stadt Passau und der Hauptnutzer der SV Schalding-Heining.

## Geschichte
Der Reuthinger Weg wurde 2001 als Nachfolgestadion des SV Schalding-Heining erbaut, da das bisherige Stadion in einem Wohngebiet in Heining nicht mehr geeignet war. Das Eröffnungsspiel fand gegen den damaligen Bundesligisten TSV 1860 München statt.
2001 wurden neben dem Hauptplatz (105 m × 68 m) auch ein Trainingsplatz (100 m × 60 m) und ein Tennenplatz angelegt. Der Tennenplatz wurde 2014 durch einen Kunstrasen (90 m × 60 m) ersetzt.
Zu Beginn verfügt der Reuthinger Weg über ein Kabinengebäude mit Sanitäranlagen, im Laufe der Zeit wurde dieses durch ein zweites Gebäude ergänzt. In diesem ist auch ein Kiosk untergebracht.
Auf dem Gelände des Stadions steht auch das Vereinsheim der Fußballer des SVS, vor diesem befindet sich eine Zuschauertribüne. Um zusätzliche Sitzplätze für die Zuschauer zu schaffen wurde eine überdachte Tribüne erbaut, diese verfügt neben einem VIP-Raum auch über einen weiteren Kiosk und Presseplätze im Stadionsprecherraum.
Am Übergang zum Kunstrasenplatz steht ein Container als weiterer Kiosk, dieser wurde früher als Kassengebäude genutzt. Nach dem Umbau zum Kiosk wurde dieser auch überdacht und 2021 mit einer Terrasse erweitert. Der Container dient als Verkaufsmöglichkeit für Spiele am Kunstrasen, bei Spielen der ersten Mannschaft auf dem Hauptplatz wird der Verkauf durch die Jugendmannschaften des SVS abgewickelt. Der Haupteingang am Stadion wurde zur Saison 2021/22 überdacht, zur Winterpause wurde ein Kassengebäude errichtet.
Um das Stadion stehen Parkmöglichkeiten zur Verfügung, bei Spielen mit großen Zuschaueraufkommen setzt der Verein einen Shuttle-Service ein um die Parkplatzsituation zu entzerren.
Durch den Aufstieg in die Regionalliga Bayern im Jahr 2013 mussten einige bauliche Veränderungen am Stadiongelände vorgenommen werden, u. a. wurde ein Ballfangzaun und ein Gästebereich installiert.
Ab 2020 wurde das Flutlicht am Kunstrasenplatz auf LED-Technik umgerüstet.
Oberhalb des Stadions haben die Stockschützen des Vereins ein Vereinsheim mit drei angeschlossenen Stockbahnen, diese wurden 2024 überdacht.